# Citroën-Kégresse P107
Der Citroën-Kégresse P107 war ein im Zweiten Weltkrieg verwendetes französisches Halbkettenfahrzeug.

## Geschichte
In den frühen 1930er Jahren hatte die französische Armee begonnen, die Feldartillerie zu motorisieren, als Zugfahrzeug fand das Halbkettenfahrzeug Citroën-Kégresse P17 Verwendung. Bemängelt wurde an diesem Fahrzeug jedoch bald die zu schwache Motorleistung, die -je nach Ausführung- nur 26 bis 37 PS betrug. Die Firma Citroën stellte daher 1934 ein Nachfolgemodell mit erheblich höherer Leistung vor, das ab 1935 als Citroën-Kégresse P107 in Serie produziert wurde und der französischen Armee zulief. Mittlerweile war indessen gegen die Firma Citroen ein Konkursverfahren anhängig, das nur dadurch beendet werden konnte, dass der Reifenhersteller Michelin die Firma Citroën im Jahr 1935 aufkaufte.
Citroën war auf die Herstellung von PKW in großen Serien eingerichtet, und die neuen Firmeninhaber errechneten, dass die Herstellung von in relativ kleinen Stückzahlen produzierten Spezialfahrzeugen sich für Citroën nicht rentierte. Andererseits gab es beispielsweise die Firma Unic, die vor allem Nutzfahrzeuge und daneben PKW in kleinen Serien herstellte, also auf den Bau von Spezialfahrzeugen ausgerichtet war. Infolgedessen beendete Citroën die Fertigung des Typs P107 im allseitigen Einverständnis im Jahr 1937 und vergab eine Lizenz an die Firma Unic. Diese stellte ab 1937 bis zum Juni 1940 alle weiteren Fahrzeuge dieses Typs als Unic P107 her. Die Zahl der bei Citroen von 1935 bis 1937 gebauten P107 kann auf 230 bis 250 Stück geschätzt werden.

## Technik
Das Fahrzeug hatte viele Ähnlichkeiten mit dem Citroën-Kégresse P17, aus dem es entwickelt worden war. Der Motor war jedoch ein völlig neu konstruierter Vierzylindermotor mit 100 mm Bohrung und 110 mm Hub (Hubraum also 3458 cm³), er leistete 60 PS und damit etwa das Doppelte des Vorgängers. Die Ketten wurden von 225 auf 275 mm verbreitert, die vordere Antriebsrolle erhielt einen zweiten Zahnkranz zur besseren Führung der breiter gewordenen Kette. Ein Gummipuffer wurde zwischen dem Hauptbalken und den Nebenbalken des Kettenfahrwerks gesetzt: Dadurch entfiel hier die bislang erforderliche Schmierung, die Fahrgeräusche wurden geringer und die Wartung erleichtert.

## Einsatz
Das Fahrzeug wurde bei der französischen Armee in den nachfolgend genannten Verwendungen eingesetzt und erhielt dementsprechend unterschiedliche Aufbauten:
- Zugmaschine für Feldgeschütze und Munitionsanhänger:  In dieser Funktion hatte das Fahrzeug eine mit Segeltuch überspannbare Doppelkabine, in der die sechsköpfige Geschützbedienung Platz nehmen konnte. Dahinter befand sich ein nach rückwärts schrankartig zu öffnender Laderaum, in dem Munition lag (bei der Feldkanone Canon de 75 mm modèle 1897 72 Schuss[5], 36 Schuss bei der Feldhaubitze canon de 105 court mle. 1935 B[6]). Ebenso war neben der Munition Platz für Gepäck und persönliche Ausrüstung der Soldaten. Das Geschütz bzw. der Munitionsanhänger wurde an einem Zughaken gezogen. Eine Batterie zu vier Geschützen hatte 4 Zugfahrzeuge für die Geschütze, 6 Zugfahrzeuge für Munitionsanhänger und ein Zugfahrzeug als Reserve, zusammen also 11 Citroën-Kégresse P107[7].
- Zugmaschine für die Pioniertruppe („Génie“): Ab 1935 beschaffte die französische Armee ein neues Kriegsbrückengerät, das  nicht mehr von Pferden, sondern von Motorfahrzeugen gezogen werden sollte. Als Zugmaschine wurde der Citroën-Kégresse P107 bestimmt. Jede Brückenkolonne sollte allerdings nur vier Zugmaschinen Citroën-Kégresse P107 erhalten, die übrigen Pontonwagen sollten (aus Kostengründen) von gewöhnlichen LKW gezogen werden[8]. Die für die Pioniertruppe bestimmten Fahrzeuge hatten eine einfache segeltuchbespannte Fahrerkabine und eine Ladepritsche zum Transport von Mannschaften und Material. Citroen baute 60 solche Fahrzeuge im Jahr 1936[9].
- Feldkabelbautruppfahrzeug („voiture téléphonique“): Die französische Luftwaffe beschaffte um 1935/36 eine unbekannte Anzahl an Citroën-Kégresse P107 als geländegängige Kabelbautruppfahrzeuge: Sie waren ähnlich aufgebaut wie die Zugmaschinen für die Artillerie, hatten jedoch statt des Munitionsbehälters einen solchen für das Verstauen von Feldkabelrollen. Ebenso wurde eine Abrollvorrichtung („deroleur rapide“) mitgeführt, mittels deren das Feldkabel aus dem fahrenden Fahrzeug schnell verlegt werden konnte[10].
- Zugfahrzeug für die Pak Canon antichar de 47 mm modèle 1937? Spielberger erwähnt diese Verwendung ausdrücklich[11]. Dies ist indessen offenkundig falsch: Der in diesem Zusammenhang zunächst 1937 auch erprobte Citroën-Kégresse P107 galt als zu groß und voluminös, um als Zugfahrzeug für das sehr niedrig gehaltene Geschütz zu dienen: Schließlich war der Aufzug dieses Geschützes, das in vorderster Linie eingesetzt werden sollte und daher leicht zu tarnen sein musste, bewusst niedrig gehalten. Es wurde daher ein gesondertes Halbkettenfahrzeug mit möglichst niedriger Silhouette entwickelt, die Zugmaschine Somua MCJ. Zur Serienherstellung dieses Fahrzeugs kam es indessen bis zum Zusammenbruch Frankreichs nicht mehr[12]. Die Masse der mit der 47-mm-Pak ausgestatteten Batterien war daher pferdebespannt (eine in Deutschland völlig abwegige Vorstellung, nach deutschen taktischen Grundsätzen mussten Panzerabwehrformationen so schnell beweglich sein wie feindliche Panzer, also in jedem Fall motorisiert). Einige wenige Batterien hatten als Zugmittel die leichte Zugmaschine Hotchkiss W 15 T, daneben scheint es auch vorgekommen zu sein, dass einzelne Batterien im Chaos der Rückzüge mit leichten LKW behelfsmäßig motorisiert wurden[13]; auch die Halbkettenzugmaschine Citroën-Kégresse P17 wird als Behelfslösung erwähnt[14], nicht jedoch die Citroën-Kégresse P107.

## Verwendung in der deutschen Wehrmacht
Sicher wurden von der Wehrmacht einige Citroën Kégresse P107 unzerstört erbeutet. Indessen waren sie vom Unic P107 nur dadurch zu unterscheiden, dass der Kühlergrill, die Radnaben und die Motornaben-Abdeckung statt des Firmenlogos von Unic das von Citroën zeigten, ebenso waren die Türgriffe am Fahrerhaus anders geformt. Ansonsten waren beide Fahrzeuge offenbar völlig identisch. Eine gesonderte Kennnummer fremden Geräts hat das Fahrzeug bei der Wehrmacht nicht erhalten, es lief offenbar wie der Unic P107 unter der Kennnummer U 304 (f). Auch in der Gerätebeschreibung für das Fahrzeug findet sich kein Hinweis auf die ursprüngliche Fertigung des Fahrzeugs durch die Firma Citroën: Entweder war dies der deutschen Seite egal oder zumindest weitgehend unbekannt. Soweit also Citroën Kégresse P107 in der Wehrmacht weiterverwendet wurden, kann auf die diesbezüglichen Ausführungen beim Unic P107 verwiesen werden.